# Discolichenes
Discolichenes es una subclase de líquenes de la clase Ascolichenes. Presentan ascocarpos de tipo apotecio, también llamados discolíquenes.
- Orden Coniocarpales
- Orden Graphidiales
- Orden Cyclocarpales